# Edwin Cohn
Pour les articles homonymes, voir Cohn.

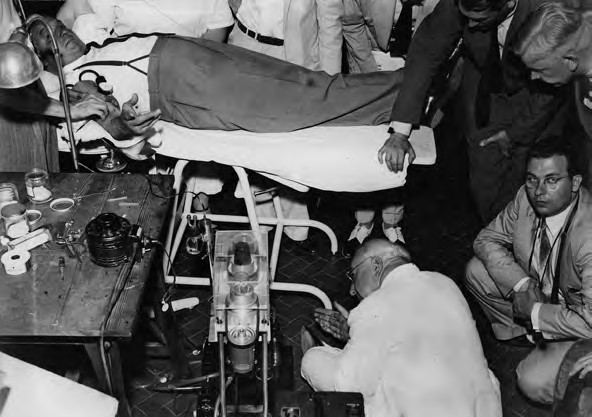
Edwin J. Cohn et Antonio Grifols Lucas

Edwin Joseph Cohn (New York, 17 décembre 1892 - Boston, 1er octobre 1953), est un biochimiste américain, qui a mis au point la première méthode de fractionnement du plasma sanguin en divers constituants. Il s'agit d'une technique de précipitations successives des diverses protéines par un apport à froid d'alcool éthylique et la variation du pH. La première unité expérimentale de fractionnement a été installée à Chicago en 1941.
Cette technique, modifiée, est toujours utilisée dans les centres de fractionnement, mais est maintenant précédée (cryoprécipitation) et complétée par d'autres techniques de séparation et de purification, chromatographie, adsorption et immunoadsorption... et d'inactivation ou d'atténuation virale, pasteurisation, solvant-détergent, ultrafiltration...
| Fraction #            | Fraction I | Fraction II | Fraction III | Fraction IV | Fraction V |
| --------------------- | ---------- | ----------- | ------------ | ----------- | ---------- |
| Éthanol %             | 8          | 25          | 18           | 40          | 40         |
| pH                    | 7,2        | 6,9         | 5,2          | 5,8         | 4,8        |
| Température (°C)      | −3         | −5          | −5           | −5          | −5         |
| Protéine fraction (%) | 5,1        | 3           | 3            | 3           | 1          |

Fractions obtenues par la méthode de Cohn en fonction du pH, de la température et de la concentration en alcool. Tableau extrait de la Wikipédia anglaise